# Adele Blood

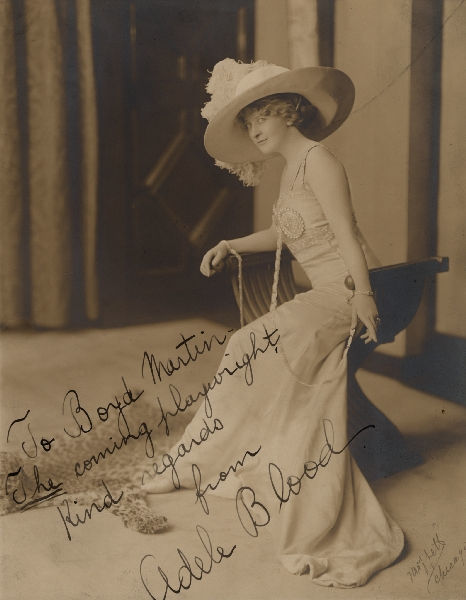
Adele Blood c. 1910

Adele Mary Blood (23 de abril de 1886-13 de septiembre de 1936) fue una actriz estadounidense que trabajó en películas mudas, vodevil y obras teatrales.

## Biografía
Nació el 23 de abril de 1886, en San Francisco, California, siendo hija de Ira E. Blood y Frances Emma Stewart. Frances fue miembro del Departamento Escolar de Alameda durante varios años. Adele se mudó al este de Estados Unidos antes de 1917. En su juventud, Blood tenía talento como amazona, tenía interés en la moda, y admiraba el teatro.

### Carrera
Blood hizo su primera aparición en el Teatro California en San Francisco. Interpretó a Marguerite en Mephisto, que estaba protagonizada por Lewis Morrison. Blood apareció en varias obras como actriz principal. Algunas de las obras teatrales que protagonizó incluyen The Unmasking, All Rivers Meet The Sea, y El retrato de Dorian Gray. En esta última estaba trabajando en la sociedad anónima de Edward Davis, su primer esposo. Davis era un clérigo y actor, que antes había trabajado como pastor en la Primera Iglesia Cristiana en Oakland, California. Sin embargo, su matrimonio fue turbulento y Blood inició un proceso de divorcio en 1914. La actriz Jule Power fue nombrada codemandada en su demanda. Davis respondió nombrando al gobernador Earl Brewer de Misisipi como coacusado en los cargos contra Blood. Finalmente, Blood terminó ganando su demanda de divorcio, marchando luego a una gira por Oriente. Después de haberse divorciado de Davis, se casó con el británico Waddell Hope.
Durante sus giras de vodevil, Blood estuvo sobre los escenarios de los teatros de las principales ciudades de Estados Unidos. Trabajó durante 5 años en Everywoman. En sus viajes recibió el apodo de "la rubia mas bella de la industria teatral estadounidense". Blood también trabajó en la industria cinematográfica, apareciendo en The Devil's Toy (1916) y The Riddle: Woman (1920).
En diciembre de 1917, Blood se retiró. Se convirtió en la devota acompañanta de su cuñada, Susanna Holmes, quién era conocida como "Silver Queen". Blood pasó a ser la heredera de la fortuna de Holmes. Blood finalmente evitó tanto la riqueza como la posición social porque creía que conducía a una filosofía de pesimismo. Volvió al escenario aceptando una oferta de la compañía oriental de Tim Frawley.
En 1926 conoció a R.W. Castle en Cachemira. Castle era un oficial inglés que trabajaba en el servicio indio. Ambos estaban comprometidos y planearon una boda en Calcuta.

## Muerte
La noche del 13 de septiembre de 1936, Blood se suicidó de un disparo en su casa ubicada en Westchester Country Club en Harrison, Nueva York. Murió unas horas después en el United Hospital en Port Chester, Nueva York.
Su hija de 17 años, Dawn, estaba en la casa con amigos cuando escucharon un disparo que provenía de la habitación de Blood. Dawn le dijo a la policía que su madre había estado presionada económicamente debido a unas operaciones bursátiles fallidas y preocupada excesivamente en las dos semanas anteriores.
Las posesiones de Adele fueron subastadas, obteniendo 1,000 dólares.
Dawn Blood se suicidó en julio de 1939. Tenía 19 años.

## Legado
Blood había financiado una sociedad anónima de verano y adquirió el auditorio de Bronxville High School para hacer obras de teatro. Las obras estaban programadas para ejecutarse durante 6 semanas, sin embargo, terminaron cerrando a las 3 semanas. Tanto la madre como la hija actuaron en las obras. 